# Ronde van Qatar 2003
De Ronde van Qatar 2003 was de tweede editie van de meerdaagse wielerwedstrijd die in Qatar werd gehouden. Deze editie vond plaats van 31 januari tot en met 4 februari. De organisatie was in handen van Amaury Sport Organisation. In totaal gingen 118 renners van start, van wie 106 de eindstreep bereikten op 4 februari.

## Startlijst
Er namen vijftien ploegen deel.
| Lotto-Adecco         | Team Coast             | La Française de Jeux           | Rabobank    |
| Quick·Step-Davitamon | Team Gerolsteiner      | Lampre-Daikin                  | ONCE-Erosko |
| Vlaanderen-T Interim | Brioches La Boulangère | Saeco                          | Phonak      |
| Team CSC-Tiscali     | Credit Agricole        | Tacconi Sport - Vini Caldirola |             |

## Etappe-overzicht
| etappe | datum      | start                | finish | afstand  | winnaar         | klassementsleider |
| ------ | ---------- | -------------------- | ------ | -------- | --------------- | ----------------- |
| 1e     | 31 januari | Doha                 | Doha   | 190 km   | Alberto Loddo   | Alberto Loddo     |
| 2e     | 1 februari | Rus Laffan           | Doha   | 137 km   | Damien Nazon    | Alberto Loddo     |
| 3e     | 2 februari | Camel Race Track     | Doha   | 187,5 km | Stefan van Dijk | Alberto Loddo     |
| 4e     | 3 februari | Al-Wakra             | Doha   | 151,5 km | Ivan Quaranta   | Alberto Loddo     |
| 5e     | 4 februari | Sealine Beach Resort | Doha   | 144 km   | Servais Knaven  | Alberto Loddo     |

## Etappe-uitslagen

### 1e etappe
| Doha – Doha (190 km) |                  |                        |          |
| Plaats               | Naam             | Ploeg                  | Tijd     |
| Winnaar              | Alberto Loddo    | Lampre                 | 2u01'44" |
| 2                    | Damien Nazon     | Brioches La Boulangère | z.t.     |
| 3                    | Massimo Strazzer | Phonak Hearing Systems | z.t.     |

### 2e etappe
| Rus Laffan – Doha (137 km) |               |                        |          |
| Plaats                     | Naam          | Ploeg                  | Tijd     |
| Winnaar                    | Damien Nazon  | Brioches La Boulangère | 2u47'26" |
| 2                          | Alberto Loddo | Lampre                 | z.t.     |
| 3                          | Giosuè Bonomi | Saeco                  | z.t.     |

### 3e etappe
| Camel Race Track – Doha (187,5 km) |                 |            |          |
| Plaats                             | Naam            | Ploeg      | Tijd     |
| Winnaar                            | Stefan van Dijk | Lotto-Domo | 4u24'16" |
| 2                                  | Jan Svorada     | Lampre     | z.t.     |
| 3                                  | Ivan Quaranta   | Saeco      | z.t.     |

### 4e etappe
| Al-Wakra – Doha (151,5 km) |                    |                        |          |
| Plaats                     | Naam               | Ploeg                  | Tijd     |
| Winnaar                    | Ivan Quaranta      | Saeco                  | 3u16'54" |
| 2                          | Massimo Strazzer   | Phonak Hearing Systems | z.t.     |
| 3                          | Stefan Kupfernagel | Phonak Hearing Systems | z.t.     |

### 5e etappe
| Sealine Beach Resort – Doha (144 km) |                 |                      |          |
| Plaats                               | Naam            | Ploeg                | Tijd     |
| Winnaar                              | Servais Knaven  | Quick Step-Davitamon | 2u59'47" |
| 2                                    | Olaf Pollack    | Team Gerolsteiner    | + 2"     |
| 3                                    | Lars Michaelsen | Team CSC             | z.t.     |

## Eindklassementen

### Algemeen klassement
| Plaats    | Naam                | Ploeg                  | Tijd      |
| --------- | ------------------- | ---------------------- | --------- |
| Gele trui | Alberto Loddo       | Lampre                 | 15u29'56" |
| 2         | Olaf Pollack        | Team Gerolsteiner      | + 5"      |
| 3         | Ján Svorada         | Lampre                 | + 7"      |
| 4         | Lars Michaelsen     | Team CSC               | z.t.      |
| 5         | Damien Nazon        | Brioches La Boulangère | + 9"      |
| 6         | Julian Dean         | Team CSC               | + 20"     |
| 7         | Aurélien Clerc      | Quick Step-Davitamon   | + 26"     |
| 8         | Léon van Bon        | Lotto-Domo             | + 28"     |
| 9         | Nicolas Jalabert    | Team CSC               | + 29"     |
| 10        | James Vanlandschoot | Vlaanderen-T Interim   | + 30"     |

### Puntenklassement
| Plaats     | Naam            | Ploeg             | Punten |
| ---------- | --------------- | ----------------- | ------ |
| Witte trui | Alberto Loddo   | Lampre            | 108    |
| 2          | Stefan van Dijk | Lotto-Domo        | 85     |
| 3          | Olaf Pollack    | Team Gerolsteiner | 84     |

### Jongerenklassement
| Plaats           | Naam                | Ploeg                | Tijd      |
| ---------------- | ------------------- | -------------------- | --------- |
| Lichtblauwe trui | Alberto Loddo       | Lampre               | 15u29'56" |
| 2                | Aurélien Clerc      | Quick Step-Davitamon | + 26"     |
| 3                | James Vanlandschoot | Vlaanderen-T Interim | + 30"     |

### Ploegenklassement
| Plaats | Ploeg                | Tijd      |
| ------ | -------------------- | --------- |
|        | Team CSC             | 46u31'01" |
| 2      | Quick Step-Davitamon | + 3"      |
| 3      | Lotto-Domo           | + 8"      |

## Klassementsleiders
| Etappe      | Winnaar         | Algemeen      | Punten        | Jongere       | Ploegen       |
| 1           | Alberto Loddo   | Alberto Loddo | Alberto Loddo | Alberto Loddo | Phonak        |
| 2           | Damien Nazon    | Alberto Loddo | Alberto Loddo | Alberto Loddo | Sidermec-SD   |
| 3           | Stefan van Dijk | Alberto Loddo | Alberto Loddo | Alberto Loddo | Vlaanderen-TI |
| 4           | Ivan Quaranta   | Alberto Loddo | Alberto Loddo | Alberto Loddo | Sidermec-SD   |
| 5           | Servais Knaven  | Alberto Loddo | Alberto Loddo | Alberto Loddo | Team CSC      |
| Eindstanden | Eindstanden     | Alberto Loddo | Alberto Loddo | Alberto Loddo | Team CSC      |

## Uitvallers

### 3e etappe
- Torsten Nitsche (Gerolsteiner)
- Rafael Diaz (ONCE-Eroski)[1]

### 4e etappe
- Gilberto Simoni (Saeco)
- László Bodrogi (Quick Step-Davitamon)
- Frédéric Amorison (Quick Step-Davitamon)[1]

### 5e etappe
- Zbigniew Spruch (Lampre)
- Eddy Ratti (Lampre)
- Mariano Piccoli (Lampre)
- Alessandro Cortinovis (Lampre)
- Leonardo Bertagnolli (Saeco)
- Ivan Quaranta (Saeco)
- Kevin De Weert (Rabobank)[1]

2002 · 
2003 · 
2004 · 
2005 · 
2006 · 
2007 · 
2008 · 
2009 · 
2010 · 
2011 · 
2012 · 
2013 · 
2014 · 
2015 · 
2016